# Pegylis neumanni
Pegylis neumanni är en skalbaggsart som beskrevs av Hermann Julius Kolbe 1894. Pegylis neumanni ingår i släktet Pegylis och familjen Melolonthidae. Inga underarter finns listade i Catalogue of Life.